# Велибор Пудар
Велибор Пудар (Мостар, 22. новембар 1964) је босанскохерцеговачки фудбалски менаџер и бивши голман.

## Каријера
Рођен у Мостару, СР Босна и Херцеговина, играо је за Локомотиву из Мостарa одакле је 1987. године прешао у Вележ из Мостара, који се у то време такмичио у Првој лиги Југославије. Сезону 1992/93. је играо за Apollon Smyrni F.C. из Атине у грчкој првој лиги. После те сезоне у Грчкој вратио се у СР Југославију где је играо за Сутјеску, Никшић у Првој лиги, а са још неколико клубова у другим лигама, Чукарички Станком (Београд), Јединство (Параћин) и Палилулац, (Београд). Године 1998. поново одлази у Шведску и игра за Vasalunds IF, а затим и у Финску и игра за Тампере. По повратку у Босну и Херцеговину игра за Леотар из Требиња. Каријеру је завршио као играч Вележа из Мостара 2005. године.
2005. је добио лиценцу за тренирање нивоа „А” УЕФА, након што је завршио београдску Вишу школу за фудбал. У Леотару из Требиња и Вележу из Мостара био је у исто време и тренер и играч. У сезони 2008/09. тренирао је Братство из Грачанице. У сезони 2009/10. тренирао је Игман из Коњица. У периоду 2010—2015. тренирао је Al-Ittihad из Jeddah и 2015/16. Al-Taawoun из Buraidah клубови из Саудијске Арабије.

## Приватни живот
Отац је пливачице Лане Пудар.